# Stefan Gryff
Stefan Gryff (ur. 5 maja 1938 w Warszawie, zm. 3 czerwca 2017) – australijski aktor polskiego pochodzenia.
Specjalizował się w graniu Rosjan, Polaków a także Greków i innych typów śródziemnomorskich. Gryff studiował prawo na Uniwersytecie Sydney, a podczas studiów brał udział w rewiach z amatorskimi grupami teatralno-uniwersyteckimi.
Jego najsłynniejsza kreacja to kapitan Krasakis w serialu The Lotus Eaters i w jego sequalu Who Pays the Ferryman?.

## Wybrana filmografia
- 2000: Dowód życia jako Pracownik banku
- 1985: Białe noce jako kapitan Kirigin
- 1982: Whoops Apocalypse  jako Grecki dyplomata
- 1982: Beau Geste jako Boldini
- 1981: Czerwoni jako Alex Gomberg
- 1977: Julia jako Hamlet
- 1977: Uppdraget jako Ortega
- 1975: Legend of the Werewolf jako Max Gerard